# 楊士鴻
楊士鴻（16世紀—17世紀），原名楊雲鴻，號磐石，山東济南府禹城縣民籍德州平原县人。明朝政治人物、進士出身。

## 生平
萬曆四年（1576年）丙子科舉人，十七年（1589年）己丑科進士，兵部觀政，六月授密云县知县，二十三年行取刑科给事中，二十四年巡视十庫，本年巡青，二十五年养病。二十八年起補吏科给事中，二十九年巡视京营，三十年丁憂歸。天启五年，旌表孝子。

## 家族
曾祖楊瑁。祖父楊思智，省祭。父楊楚，省祭。